# Swiss Indoors Basel 2017
Lo Swiss Indoors Basel 2017 è stato un torneo di tennis giocato su campi in cemento al coperto. È stata la 48ª edizione dell'evento conosciuto come Swiss Indoors Open o Davidoff Swiss Indoors, appartenente alla serie ATP Tour 500 nell'ambito dell'ATP World Tour 2017. Gli incontri si sono giocati a Basilea, in Svizzera, dal 23 al 29 ottobre 2017.

## Partecipanti

### Teste di serie
| Nazionalità | Giocatore             | Ranking* | Testa di serie |
| ----------- | --------------------- | -------- | -------------- |
| Svizzera    | Roger Federer         | 2        | 1              |
| Croazia     | Marin Čilić           | 4        | 2              |
| Belgio      | David Goffin          | 10       | 3              |
| Argentina   | Juan Martín del Potro | 19       | 4              |
| Stati Uniti | Jack Sock             | 21       | 5              |
| Spagna      | Roberto Bautista Agut | 22       | 6              |
| Francia     | Adrian Mannarino      | 29       | 7              |
| Germania    | Miša Zverev           | 30       | 8              |

* Ranking al 16 ottobre 2017.

### Altri partecipanti
I seguenti giocatori hanno ricevuto una wild card per il tabellone principale:
- Marco Chiudinelli
- Henri Laaksonen
- Frances Tiafoe

Il seguente giocatore è entrato in tabellone come special exempt:
- Ruben Bemelmans

I seguenti giocatori sono passati dalle qualificazioni:

- Julien Benneteau
- Márton Fucsovics
- Peter Gojowczyk
- Michail Kukuškin

I seguenti giocatori sono entrati in tabellone come lucky loser:
- Florian Mayer
- Vasek Pospisil

### Ritiri
Prima del torneo
- Aljaž Bedene →sostituito da  Vasek Pospisil
- Nick Kyrgios →sostituito da  Borna Ćorić
- Gilles Müller →sostituito da  João Sousa
- Rafael Nadal →sostituito da  Donald Young
- Fernando Verdasco →sostituito da  Florian Mayer

Durante il torneo
- Florian Mayer
- Leonardo Mayer

## Campioni

### Singolare
Roger Federer ha sconfitto in finale  Juan Martín del Potro con il punteggio di 6(5)–7, 6–4, 6–3.
- Si tratta del novantacinquesimo titolo in carriera per Federer, il settimo della stagione e l'ottavo a Basilea.

### Doppio
Ivan Dodig /  Marcel Granollers hanno sconfitto in finale  Fabrice Martin /  Édouard Roger-Vasselin con il punteggio di 7–5, 7–6(6).